# Biwabik
Biwabik is een plaats (city) in de Amerikaanse staat Minnesota, en valt bestuurlijk gezien onder St. Louis County.

## Demografie
Bij de volkstelling in 2000 werd het aantal inwoners vastgesteld op 954.
In 2006 is het aantal inwoners door het United States Census Bureau geschat op 947, een daling van 7 (-0,7%).

## Geografie
Volgens het United States Census Bureau beslaat de plaats een oppervlakte van
13,3 km², waarvan 12,4 km² land en 0,9 km² water. Biwabik ligt op ongeveer 451 m boven zeeniveau.

## Plaatsen in de nabije omgeving
De onderstaande figuur toont nabijgelegen plaatsen in een straal van 16 km rond Biwabik.